# Lavatera trimestris
Lavatera trimestris é uma espécie de planta com flor pertencente à família Malvaceae,  conhecida pelos nomes comuns de Lavatera-de-três-meses ou Malva-de-três-meses.
A autoridade científica da espécie é L., tendo sido publicada em Species Plantarum 2: 692. 1753.
É uma planta herbácea perene ou terófita, consoante o clima. Dispõe de talos erectos, muito ramificados, que podem atingir entre os 20 e os 80 centímetros de altura. O talo é dotado de um indumento (que é o nome que se dá ao revestimento que enroupa os órgãos vegetais das plantas) de pêlos estrelados ou fascículados ou por pêlos simples.
As folhas são caducas, trilobadas e dentadas, se bem que as inferiores também podem ser arredondadas, todas de uma tonalidade verde-clara, prásina ou verde-amarelado.
As flores despontam das axilas do talo, a partir de pedúnculos grandes, de dimensões maiores do que o pecíolo da folha axilante, na ponta dos talos. São flores solitárias e em forma de trompeta, com pétalas crenadas, obovais (em forma de ovo invertido), cuneiformes e subemarginadas, com corolas rosa-claro ou liláses, raiadas a roxo.
Floresce de Março a Junho.
É nativa da zona mediterrânica, desde a Turquia até à Península Ibérica.

## Portugal
Trata-se de uma espécie presente no território português, nomeadamente em Portugal Continental, concretamente nas regiões a Sul do Mondego, mais precisamente nas zonas do Centro-oeste calcário, do Centro-oeste olissiponense, do Centro-sul miocénico, do Centro-sul arrabidense, do  Centro-sul plistocénico, do Sudeste setentrional, do Sudeste meridional, do Sudoeste setentrional, do Sudoeste meridional, do Barrocal algarvio, do Barlavento e do Sotavento, bem como, ainda, no Arquipélago dos Açores.
Em termos de naturalidade é nativa de Portugal Continental e introduzida no Arquipélago dos Açores.

## Ecologia
Trata-se de uma planta de habitat ruderal, que é tanto capaz de medrar em courelas agricultadas, como em charnecas, de tal sorte que se pode encontrar, também em bouças, pradarias, ermos e bermas de estradas. Privilegia os solos de substracto argiloso, calcário ou arenoso.

## Protecção
Não se encontra protegida pela legislação portuguesa ou da Comunidade Europeia, e não se considera uma espécie que inspire cuidados quanto à sua preservação